# Marko Černivec
Marko Černivec, slovenski elektrotehnik, * ?.

## Odlikovanja in nagrade
Leta 1997 je prejel častni znak svobode Republike Slovenije z naslednjo utemeljitvijo: »za izjemna prizadevanja in požrtvovalnost pri vzdrževanju elektroprenostnih daljnovodov, še posebej ob zadnji naravni ujmi«.